# Follow That Dream (EP)
Follow That Dream è un extended play di Elvis Presley contenente la colonna sonora del film da lui interpretato Lo sceriffo scalzo, pubblicato dalla RCA Victor Records nell'aprile 1962 in contemporanea con la prima del film negli Stati Uniti.

## Registrazione
Le sedute di registrazione ebbero luogo il 5 luglio 1961 presso lo Studio B della RCA a Nashville, Tennessee. Vennero registrate sei canzoni per l'inclusione nella colonna sonora del film, ma lo stesso Presley insistette affinché la canzone peggiore, Sound Advice, fosse omessa dall'album. Quindi Sound Advice finì sulla compilation Elvis for Everyone!, e una sesta traccia registrata, A Whistling Tune, fu preservata per la colonna sonora del prossimo film Pugno proibito.
Pubblicato come EP composto da quattro brani, Follow That Dream raggiunse la posizione numero 15 nella classifica Billboard Hot 100 negli Stati Uniti d'America.

## Tracce
1. Follow That Dream – 1:39 (Fred Wise e Ben Weisman)
2. Angel – 2:33 (Roy C. Bennett e Sid Tepper)
3. What a Wonderful Life – 2:27 (Sid Wayne e Jerry Livingston)
4. I'm Not the Marrying Kind – 1:51 (Sherman Edwards e Mack David)

## Formazione
- Elvis Presley - voce
- The Jordanaires - cori
- Millie Kirkham - cori
- Boots Randolph - sassofono
- Scotty Moore, Hank Garland, Neal Matthews, Jr. - chitarra elettrica
- Floyd Cramer - pianoforte
- Bob Moore - basso
- D. J. Fontana, Buddy Harman - batteria

## Tracklist completa ristampa del 2004
1. Follow That Dream - 1:37
2. Angel - 2:38
3. What A Wonderful Life - 2:27
4. I'm Not The Marrying Kind - 1:49
5. Sound Advice - 1:45
6. A Whistling Tune - 2:18
7. Angel (Takes 1,2) - 4:32
8. Follow That Dream (Takes 1,2) - 2:16
9. What A Wonderful Life (Takes 2,1) - 3:19
10. A Whistling Tune (Takes 2,3) - 3:20
11. Angel (Take 4) - 2:56
12. I'm Not The Marrying Kind (Takes 2,3,4,6) - 4:28
13. Follow That Dream (Take 3) - 2:11
14. Sound Advice (Take 1) - 1:59
15. Angel (Take 5) - 2:53
16. What A Wonderful Life (Takes 3,4,5,6) - 5:58
17. Angel (Take 6) - 2:48
18. Follow That Dream (Take 4) - 1:48
19. Angel (Take 7 - Stereo Master) - 2:39
20. Angel (Vocal Overdubs) - 2:48
21. A Whistling Tune (Take 4 - stereo master without overdub) - 1:57
22. On Top Of Old Smokey - 0:18